# Tille
Cet article possède un paronyme, voir Tillé.
La Tille [tij] est une  rivière de l'Est de la France, qui coule en région de Bourgogne-Franche-Comté, dans le département de la Côte-d'Or. C'est un affluent droit de la Saône.

## Géographie
De 82,7 km de longueur, elle est issue de plusieurs ruisseaux qui prennent leur source sur le plateau de Langres en Côte-d'Or et dans la Haute-Marne et confluent en amont de Marey-sur-Tille.
En examinant la carte IGN au 1/25 000, l'appellation de Tille (sans autre précision) désigne une rivière qui prend sa source à Salives en Côte-d'Or et qui reçoit la Tille de Barjon (en 47°6099,4°9726), et (en 47°6189,5°0635) le cours d'eau rassemblant la Tille de Bussières, celle de Villemoron, de Villemervry et le Ruisseau des Tilles. La région naturelle arrosée par ces rivières est appelée « les Tilles ».
Elle se jette dans la Saône en rive droite, aux Maillys, dans le département de la Côte-d'Or.

### Communes traversées

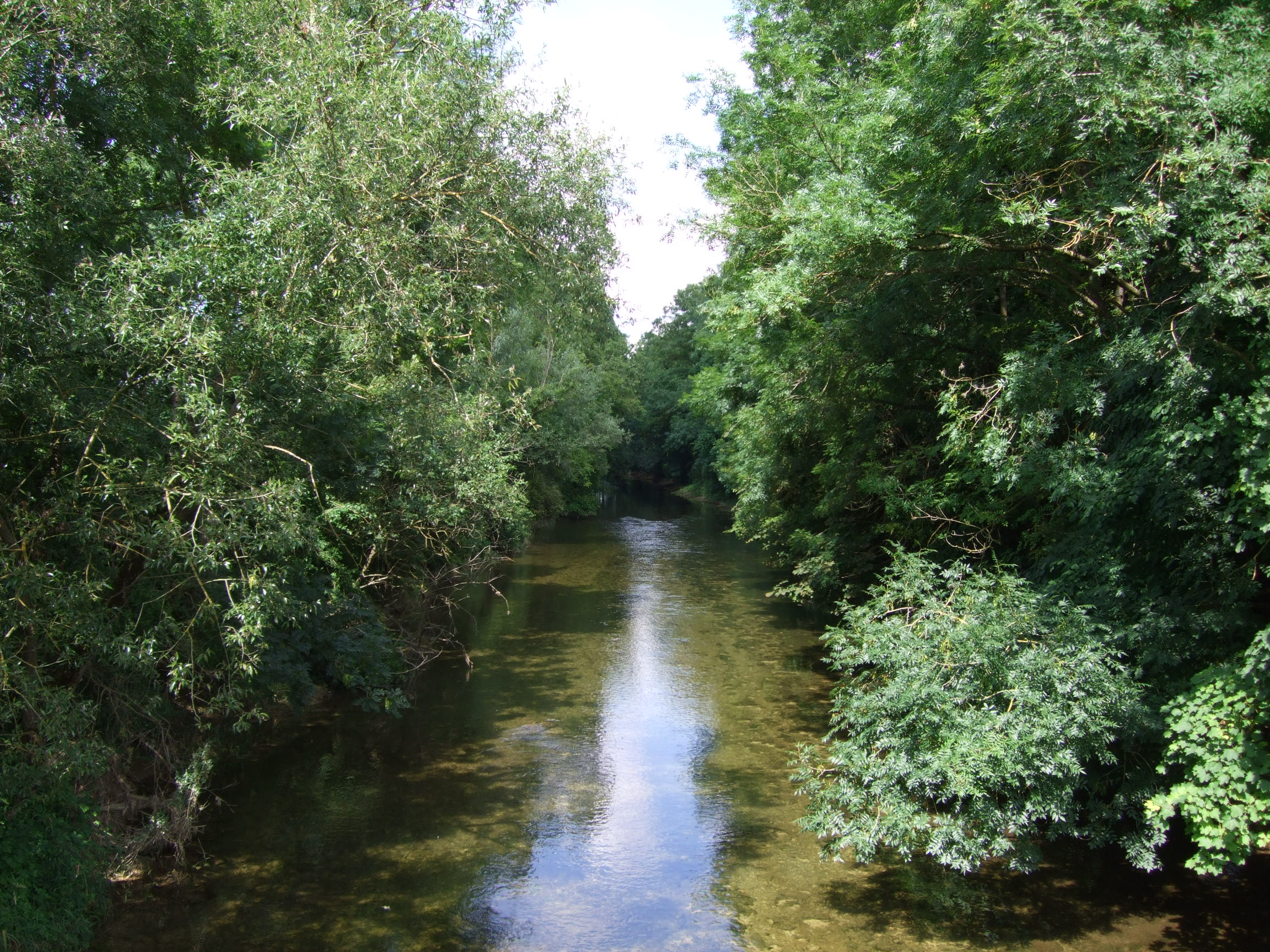
La rivière Tille à Spoy.

Dans le seul département de la Côte-d'Or, la Tille traverse vingt-sept communes :
- Côte-d'Or : Salives, Le Meix, Barjon, Avot, Cussey-les-Forges, Marey-sur-Tille, Villey-sur-Tille, Crécey-sur-Tille, Is-sur-Tille, Échevannes, Til-Châtel, Lux, Spoy, Beire-le-Chatel, Arceau, Arc-sur-Tille, Remilly-sur-Tille, Cessey-sur-Tille, Genlis, Labergement-Foigney, Beire-le-Fort, Longeault-Pluvault, Pluvet, Tréclun, Champdôtre, Pont et Les Maillys.

### Toponymie
Malgré son nom, la commune de Marcilly-sur-Tille n'est pas arrosée par la Tille mais par l'Ignon, ce qu'on peut vérifier facilement sur la carte (voir par exemple le site geoportail.fr ).
Cette remarque vaut aussi pour Bressey-sur-Tille et Magny-sur-Tille ; autrefois les deux communes étaient arrosées par une des Tilles, aujourd'hui la rivière coule un petit peu plus à l'est, les laissant à l'écart de son cours. La commune d'Is-sur-Tille borde la rive droite de la Tille à son nord-est mais le bourg est traversé par l'Ignon : le -sur- de son nom n'est donc pas réellement approprié.
Cette particularité toponymique s'expliquerait par la nature du mot tille, nom commun désignant jadis un cours d'eau dans le langage local. Un seul des cours d'eau a par la suite conservé la dénomination, qui s'est donc muée en nom propre, l'usage en tant que nom commun ne subsistant qu'à l'état de trace. Ainsi, le Dictionnaire de l'ancienne langue française donne au mot tille, theille, les sens suivants : 
- bois, planche de tilleul débité ;
- corde, ficelle faite avec l'écorce du tilleul ;
- un rien, une bagatelle ; un morceau, une pièce de terre, d'étoffe.

## Principaux affluents
- l'ensemble ci-dessus défini
- l'Ignon
- la Venelle
- la Norges
- le Crône
- l'Arnison

## Hydrologie

### La Tille à Champdôtre
Le module de la Tille, observé durant 46 ans (de 1963 à 2008), à Champdôtre, localité toute proche du confluent, est de 11,1 m3/s pour une surface de bassin de 1 100 km2.
La rivière présente des fluctuations saisonnières de débit assez importantes, avec des hautes eaux hivernales portant le débit mensuel moyen au niveau de 18,6 à 23,5 m3 de décembre à mars inclus (avec un maximum en février), et des maigres d'été, en juillet-août-septembre, entrainant une baisse du débit moyen mensuel jusqu'à 1,98 m3 en moyenne au mois d'août.

### Étiage ou basses eaux
Aux étiages, le VCN3 peut chuter jusque 0,24 m3/s, en cas de période quinquennale sèche.

### Crues
D'autre part, les crues peuvent être relativement importantes. En effet, les QIX 2 et QIX 5 valent respectivement 65 et 92 m3. Le QIX 10 est de 110 m3/s, le QIX 20 de 130 m3 et le QIX 50 de 150 m3.
Le débit instantané maximal enregistré a été de 139 m3/s le 7 janvier 1993, tandis que la valeur journalière maximale était de 133 m3/s le jour suivant. En comparant ces valeurs à l'échelle des QIX, elles sont à peine supérieures au QIX 20 de la rivière, donc nullement exceptionnelles et destinées à se répéter tous les 25-30 ans.

### Lame d'eau et débit spécifique
La lame d'eau écoulée dans le bassin versant de la rivière est de 319 millimètres annuellement, ce qui est moyennement élevé et résulte d'une pluviosité assez abondante sur son bassin, mais reste bien inférieur à la moyenne du bassin de la Saône (501 millimètres). Le débit spécifique (Qsp) se monte ainsi à 10,1 litres par seconde et par kilomètre carré de bassin.

## Histoire
Les gros travaux en vue d'assécher le marais des Tilles commencèrent dans le premier quart du XVIIe siècle (pour être précis, la première délivrance des travaux à exécuter est datée du 1er octobre 1612). Il s'agissait de protéger les villages d'« un immense marécage, coupé par une quinzaine de cours d'eau violents et dangereux », et d'assurer « une commodité pour le passage des marchandises » vers Dijon.
Des travaux plus importants encore furent exécutés tout au long du XVIIIe siècle, on creusa des canaux d'évacuation rectilignes, on établit des levées, on coupa les rivières par des barrages ; le bras oriental des Tilles accapara peu à peu le plus gros volume d'eau et assécha lentement les autres bras.
Il fallut attendre la première moitié du XIXe siècle pour voir le marais des Tilles disparaître progressivement.